# Longa Marcha 3 (família de foguetes)
Longa Marcha 3 (Chang Zheng 3 em pinyin, abreviado para LM-3 ou CZ-3) é a designação de uma família de foguetes portadores de três estágios da série Longa Marcha que são lançados ao espaço a partir do Centro Espacial de Xichang. A família é composta por quatro membros Principais: o Longa Marcha 3, o Longa Marcha 3A, o Longa Marcha 3B e o Longa Marcha 3C.
| 3 | 3A | 3B | 3C |
| - | -- | -- | -- |
|   |    |    |    |